# SN 2009ji
SN 2009ji – supernowa typu Ia odkryta 23 września 2009 roku w galaktyce A155452+3205. W momencie odkrycia miała maksymalną jasność 17,90m.